# 列車駕駛

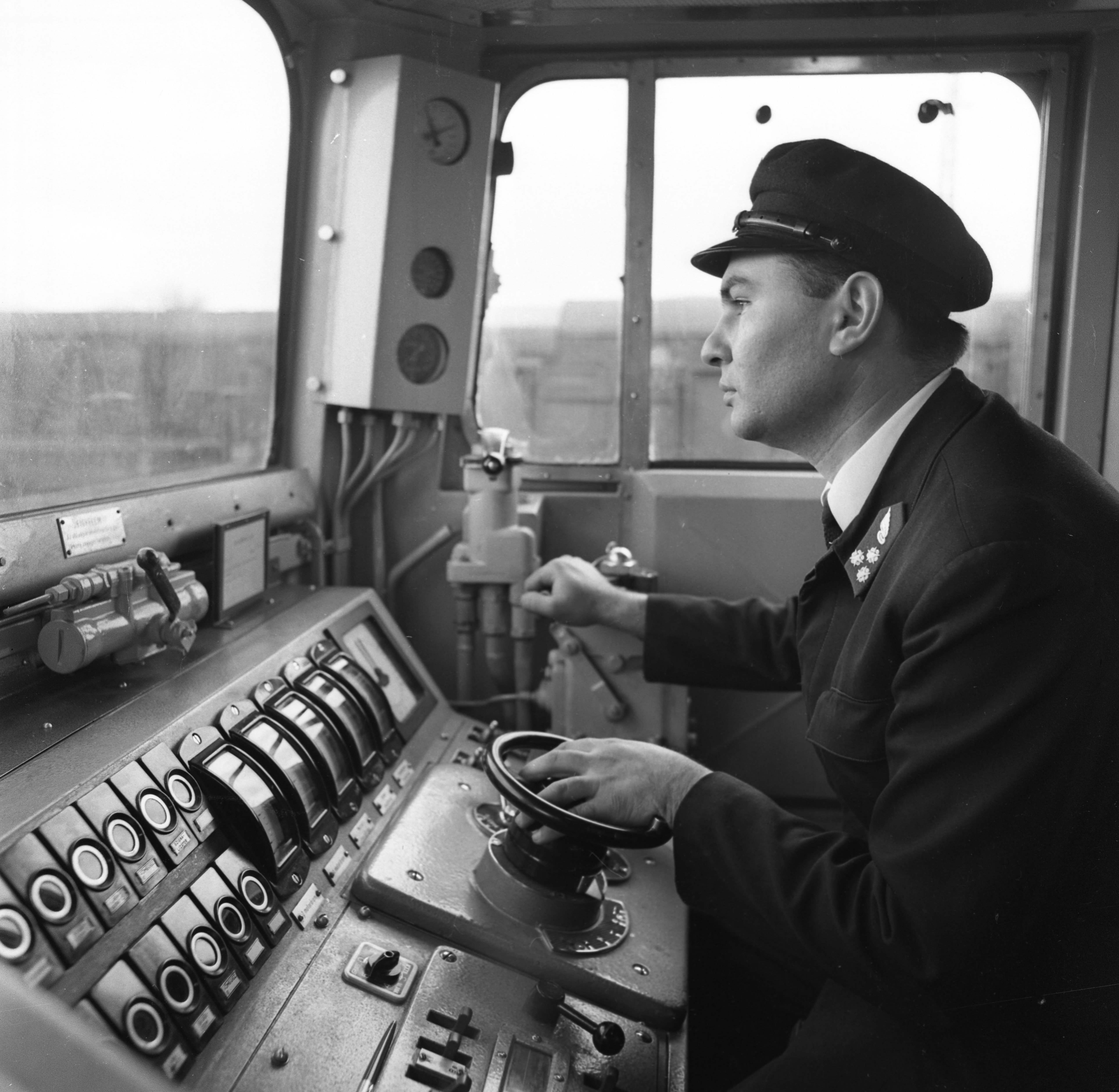
1971年匈牙利的列車駕駛

，於鐵路列車上擔任行車人員，與列車長共同合作運轉列車，或於部份無配置列車長之列車上，獨力運轉列車之鐵路機構工作人員。

## 各地的稱謂與用法

### 臺灣
目前在台灣，火車或鐵路列車的駕駛人員職稱並不一致。台灣鐵路管理局在乘務員編制中的「司機員」，即為俗稱「火車司機」，也稱「機車駕駛員」。在台北捷運和高雄捷運稱為「司機員」。台灣高鐵則稱為「列車駕駛」。
依據「鐵路行車人員技能體格檢查規則」，傳統鐵路的火車駕駛人員分為機車長、司機員及機車助理。高速鐵路的駕駛則僅區分旅客列車駕駛人員及維修車輛駕駛人員。

### 中国大陆
在中国大陆，铁路列车驾驶人员通常被叫做“机车司机”，铁路内部俗称“大车”；更专业的叫法是“机车乘务员”，该“乘务员”有别于“列车乘务员”，“列车乘务员”指旅客列车上为旅客提供服务的乘务人员，大约等同于空姐；目前中国大陆的铁路列车乘务员通常配备两名，一个是具有列车驾驶权的司机，另一个称为副司机，亦可看做是司机的助手，不具备列车驾驶权；也有列车配备两名相同的司机，都具备列车的驾驶权。目前更多的动车组列车则只配备一名司机负责驾驶列车；此外，從SS9G型電力機車開始，新開發製造的機車均改以單司機值乘設計，只配備一名机车乘务員即可。
“大车”这一俗称在蒸汽机车时期即已产生，同时司炉和副司机的俗称分别是“大烧”、“二烧”，因司炉只负责将锅炉烧开，副司机则负责走行部的润滑。

### 香港
在香港由於鐵路列車廣泛使用列車自動運行系統（除了輕鐵，城際列車及路面電車使用手動駕駛外），加上本地線列車車掌（或車長）職位已與列車司機合併關係，大多數本地線列車只配有一位列車駕駛（香港市民多稱之為「車長」），內地城際列車除了控制列車的正、副司機外，進入香港段後，則有一名本地列車司機上車擔任領航員，指導內地列車司機在香港段行車，直至列車離開香港段。
以前九廣鐵路稱列車駕駛為「列車司機」或「司機」，香港地鐵則使用「列車車長」為職銜，兩鐵合併後，所有前九廣鐵路列車司機改稱「列車車長」，並沿用至今。

### 英语国家
列车驾驶员在不同英语国家的称谓不同。在英国、南非和澳大利亚，列车驾驶员被称为“train driver”、“engine driver”、“locomotive driver”或“locomotive operator”，而在新西兰、美国和加拿大，列车驾驶员被称为“locomotive engineer”，而这个词组指代的并不是铁路机车工程师。

## 另見
- 列車長
- 司機
- 司爐（英语：Fireman_(steam_engine)）